# 9 man och en flicka
9 man och en flicka är en amerikansk film från 1949 i regi av Busby Berkeley.

## Handling
Två sekelskiftesbasebollspelare, som jobbar i vaudeville under lågsäsongen, stöter på problem med lagets nya kvinnliga ägare och en spelare som inte vill att de ska vinna vimpeln.

## Rollista i urval
- Frank Sinatra – Dennis Ryan
- Esther Williams – K.C. Higgins
- Gene Kelly – Eddie O'Brien
- Betty Garrett – Shirley Delwyn
- Jules Munshin – Nat Goldberg
- Edward Arnold – Joe Lorgan
- Richard Lane – Michael Gilhuly
- Tom Dugan – Slappy Burke